# Quàdruple doble
Un quàdruple doble en bàsquet es produeix quan un jugador aconsegueix superar el valor de 10 en quatre dels cinc apartats estadístics més importants en aquest esport, que són:
- Punts
- Rebots
- Assistències
- Taps
- Recuperacions de pilota

Un quàdruple doble és molt menys freqüent que un Triple doble.

## Jugadors que han fet algun quàdruple doble
Els únics jugadors que han aconseguit un quàdruple doble a l'NBA han estat:
- Nate Thurmond, 18 d'octubre de 1974, Chicago vs. Atlanta; 22 punts, 14 rebots, 13 assistències i 12 taps.[2]
- Alvin Robertson, 18 de febrer de 1986, San Antonio vs. Phoenix; 20 punts, 11 rebots, 10 assistències i 10 recuperacions.[3]
- Hakeem Olajuwon, 29 de març de 1990, Houston vs. Milwaukee; 18 punts, 16 rebots, 10 assistències i 11 taps.[4]
- David Robinson, 17 de febrer de 1994, San Antonio vs. Detroit; 34 punts, 10 rebots, 10 assistències i 10 taps.[5]

A part d'aquests, és molt probable que jugadors com Wilt Chamberlain, Jerry West, Oscar Robertson o Bill Russell ho aconseguissin, encara que no hagi quedat plasmat en les estadístiques, ja que fins a la temporada 1993-1994 l'NBA no comptabilitzava els taps i les recuperacions.